# Abuse
Wormrot je debitantski studijski album singapurskog grindcore sastava Wormrot. Album je u svibnju 2009. godine objavila diskografska kuća Scrotum Jus Records.

## Popis pjesama
| 1.    | »Lost Swines«                    | 1:18 |
| 2.    | »Exterminate«                    | 1:06 |
| 3.    | »Double-Feeding«                 | 0:29 |
| 4.    | »Born Stupid«                    | 1:20 |
| 5.    | »Sledgehammer«                   | 0:14 |
| 6.    | »So Fierce for Fuck!?«           | 0:08 |
| 7.    | »Dis-appointing«                 | 1:34 |
| 8.    | »Good Times«                     | 0:57 |
| 9.    | »Freedom to Act«                 | 1:25 |
| 10.   | »Indonesia«                      | 0:52 |
| 11.   | »Shitlack«                       | 1:03 |
| 12.   | »Condemnation«                   | 0:25 |
| 13.   | »One Round Away«                 | 1:07 |
| 14.   | »Fuck... I'm Drunk!«             | 0:52 |
| 15.   | »Operation Grindcore«            | 0:26 |
| 16.   | »Rich« (obrada Yeah Yeah Yeahsa) | 0:43 |
| 17.   | »Overgrown Asshole«              | 1:08 |
| 18.   | »Blasphemy My Ass«               | 0:34 |
| 19.   | »Fix Your Broken Mind«           | 1:08 |
| 20.   | »Newkiller Nuclear«              | 0:39 |
| 21.   | »Uncovered and Proud as Fuck«    | 0:38 |
| 22.   | »Murder«                         | 1:28 |
| 23.   | »Scum Infestation and Last Song« | 2:14 |
| 21:48 |                                  |      |

## Zasluge
Wormrot
- Fit – vokali, bubnjevi
- Rasyid – gitara
- Arif Rot – vokali, ilustracija, omot albuma, dizajn, miksanje, mastering

Ostalo osoblje
- Ahboy – snimanje, inženjer zvuka